# McArthur (Kalifornija)
McArthur je naseljeno područje za statističke svrhe u američkoj saveznoj državi Kalifornija. Prema popisu stanovništva iz 2010. u njemu je živjelo 338 stanovnika.